# Daliás idők
A Daliás idők 1984-ben bemutatott magyar rajzfilm, amely Arany János Toldi című elbeszélő költeménye alapján készült. Az animációs játékfilm rendezője és írója Gémes József, producere Kunz Román, zeneszerzője Decsényi János. A Pannónia Filmstúdió gyártásában készült, a MOKÉP forgalmazásában jelent meg. Műfaja zenés történelmi film. 
Magyarországon 1984. augusztus 30-án mutatták be a mozikban. A Nemzeti Filmintézet – Filmarchívum a Deaf Crocodile nevű céggel együttműködve 2023-ban restaurálta a filmet és bejelentették, hogy az Egyesült Államokban is kiadják Blu-ray lemezen.

## Alkotók
- Mesélő: Szabó Gyula
- Írta, rendezte és tervezte: Gémes József
- Zenéjét szerezte: Decsényi János
- Zenei rendező: Erkel Tibor
- Ének: Csengery Adrienne
- Karmester: Hidas Frigyes
- Operatőr: Varga György
- Hangmérnök: Császár Miklós, Dr. Erdélyi Gábor
- Vágó: Hap Magda
- Festették: Ádám László, Balla Gábor, Békési Sándor, Csík Márta, Dékány István, Grezán Gizella, Rostás Zoltán, Szabó Gyula, Szalay András, Zsilli Mária
- Gordonkaszóló: Wilheim Ferenc
- Technikai rendező: Pintér Erzsébet
- Színes technika: Deimanik Tamásné
- Gyártásvezető: Marsovszky Emőke
- Produkciós vezető: Kunz Román

- A laboratóriumi munkák a Magyar Filmlaboratórium Vállalatnál készültek
- Készítette a Pannónia Filmstúdió

## Televíziós megjelenések
- MTV-1 / M1, HBO, Duna TV, Duna II. Autonómia
- Duna World, M5